# Эрбрюгер, Артуро
Артуро Эрбрюгер Астурия (исп. Arturo Herbruger Asturias; 3 июня 1912, г. Гватемала — 25 октября 1999, там же) — гватемальский политик и государственный деятель. Вице-президент Гватемалы (18 июня 1993—14 января 1996).

## Биография
По образованию юрист. С 1949 по 1953 год был председателем Верховного суда Гватемалы. Позже работал генеральным прокурором и министром финансов страны.
В 1983 году был инициатором и одним из основателей и до 1993 года председателем Высшего избирательного трибунала Гватемалы, который контролировал выборы в Учредительное собрание в 1984 году и президентские выборы в 1985 и 1990 годах.
После неудавшегося государственного переворота 25 мая 1993 года с целью смещения президента Хорхе Антонио Серрано Элиаса был назначен вице-президентом.
5 июня 1993 года участвовал в президентских выборах. В результате голосования в Конгрессе президентом был избран Рамиро Леон Карпио, а вице-президентом — Артуро Эрбрюгер, поддержанный Гватемальской христианской демократией-Национальным центристским союзом и армией.
С 18 июня 1993 года по 14 января 1996 года занимал должность вице-президента Гватемалы при президенте Рамиро Леоне Карпио.
После этого до смерти был членом Центральноамериканского парламента.